# Miklós Szabó (średniodystansowiec)
Miklós Szabó (ur. 6 grudnia 1908 w Budapeszcie, zm. 3 grudnia 2000 tamże) – węgierski lekkoatleta średniodystansowiec, dwukrotny medalista mistrzostw Europy.
Na mistrzostwach Europy w 1934 w Turynie zdobył złoty medal w biegu na 800 metrów przed Włochem Mario Lanzim (obaj uzyskali czas 1:52,0). W biegu na 1500 metrów wywalczył srebrny medal za innym Włochem Luigim Beccalim.
Startował na igrzyskach olimpijskich w 1936 w Berlinie, gdzie zajął 7. miejsce w finale biegu na 1500 metrów, a na 800 metrów odpadł w półfinale. 4 października 1936 w Budapeszcie Szabó poprawił należący do Julesa Ladoumègue rekord świata w biegu na 2000 metrów wynikiem 5;20,4, a 30 września 1937 ustanowił w Budapeszcie rekord świata w biegu na 2 mile czasem 8:56,0.
Szabó był mistrzem Węgier na 800 metrów w latach 1933–1937 oraz na 1500 metrów w 1929, 1930 i 1932-1937

## Rekordy życiowe
- bieg na 800 metrów – 1:52,0 (1934)
- bieg na 1500 metrów – 3:48,6 (1937)
- bieg na 3000 metrów – 8:17,8 (1937)
- bieg na 5000 metrów – 14:33,8 (1937)
- bieg na 10 000 metrów – 30:47,2 (1940)
- bieg na 3000 metrów z przeszkodami – 9:39,6 (1941)